# Zitlala (thành phố)
Zitlala là thành phố thủ phủ khu đô thị tự trị Zitlala bang Guerrero, tây nam México.